# Until the End of the World (песня)
«Until the End of the World» (с англ. — «До конца света») — песня ирландской рок-группы U2 — четвёртый трек альбома Achtung Baby. Берёт своё начало из гитарного риффа, сочинённого вокалистом группы Боно для демо-материала; впоследствии группа вернулась к этому треку и «довела его до ума» после общения с немецким режиссёром Вимом Вендерсом, в котором обсуждалась возможность использования этого саундтрека в его фильме «Когда наступит конец света».
Текст песни описывает вымышленный разговор между Иисусом Христом и Иудой Искариотом. Первый куплет посвящён Тайной вечери, второй предательству Иуды — поцелую в Гефсима́нском саду, в третьем поётся о самоубийстве Иуды, переполненном чувством вины и скорби.

## История создания
Мелодия «Until the End of the World» берёт своё начало из гитарного риффа, который Боно сочинил для демозаписи под названием «Fat Boy», когда группа работала на студии STS Studios в 1990 году, ещё до начала сессий Achtung Baby. Несмотря на то, что гитаристу группы Эджу понравился этот рифф, музыканты так и не смогли закончить песню во время сессий. Однако после того, как группа встретилась с кинорежиссёром Вимом Вендерсом, который подбирал музыку для своего предстоящего фильма «Когда наступит конец света», вдохновлённый гитарист вновь вернулся к демо «Fat Boy». В Дублине на основе риффа Эдж записал минусовку вместе с басистом Адамом Клейтоном и барабанщиком Ларри Малленом, Боно также подсказал несколько идей. Композиция так понравилась музыкантам, что они решили включить её в предстоящий альбом. Они сказали Вендерсу: «Ты можешь использовать её в своём фильме, но нам она нужна тоже!», так же они уведомили режиссёра, что собираются использовать название его фильма для своей песни.

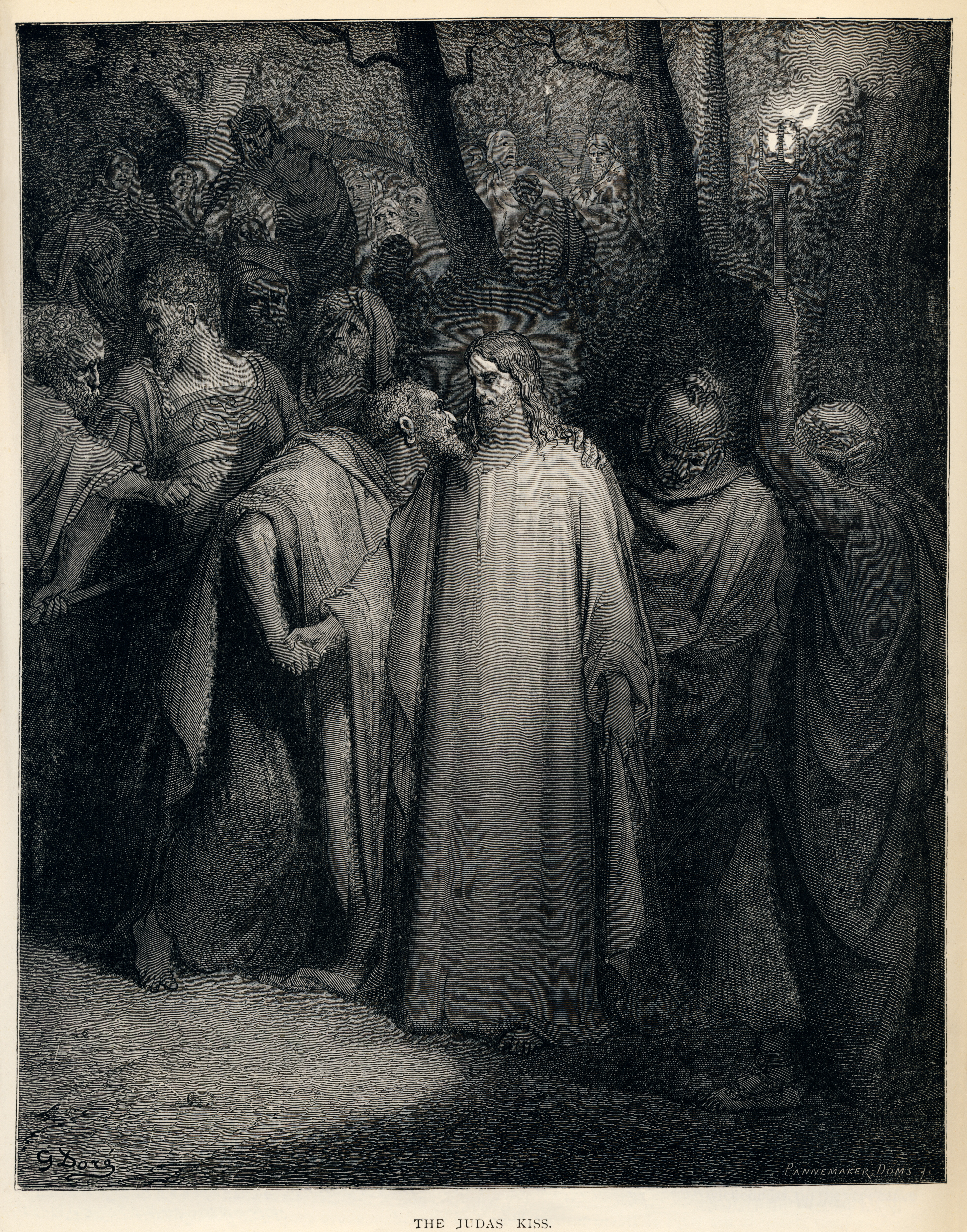
В «Until the End of the World» поётся о предательстве Иуды, изображенного здесь на картине Гюстава Доре «Поцелуй Иуды»

Боно сочинил текст относительно быстро — идея разговора между Иисусом Христом и Иудой Искариотом пришла ему во сне, когда он гостил в доме своего тестя в Уэксфорде. Боно испытывал дискомфорт, пытаясь найти определённую тональность для вокала в этой композиции, по мнению фронтмена, он пел большинство песен «слишком высоко или слишком низко». В связи с этим, единственным верным вариантом, на его взгляд, было спеть песню в диалоговой манере. Чтение стихов Джона Китса, Перси Бисшема Шелли и Джорджа Гордона Байрона подтолкнули Боно добавить в текст тему искушения.
U2 и команда продюсеров потратили немало усилий, чтобы добиться желаемого результата. В мелодию были добавлены различные наложения, в том числе лупы ударных, а также характерный гитарный звук, созданный звукоинженером Марком Эллисом, — он описывал его словами: «гитара между двух динамиков». Специально для этой песни продюсер Даниэль Лануа сыграл на конгах, которые звучат в начале мелодии. Тем не менее, второй продюсер Брайан Ино считал, что большое количество наложений негативно сказывались на звучание трека. Ино время от времени посещал студию и работал над материалом в течение короткого периода времени, после чего снова делал перерыв — дабы всегда иметь свежий взгляд на вещи. Ино описывал свою работу так: «Я мог прийти к ним и сказать — „В этой песне всё не так, забудьте о том, что вам в ней нравилось“. Порой песня просто „исчезала“ под слоями наложений». Ино помогал группе удалять лишние наложения.

## Музыка и тематика
«Until the End of the World» исполняется в темпе 101 удар в минуту, в тактовом размере 4/4. Тональность песни — Ми мажор.
Дэвид Вертер, декан факультета философии Висконсинского университета в Мадисоне, сравнивал «Until the End of the World» с более ранней песней U2 — «Exit» (1987); по его мнению, в обеих композициях присутствует музыкальный катарсис. Вертер отмечал, что и одна, и другая являются сильными песнями, но в «Until the End of the World» присутствует элемент внутреннего очищения, который он описал как очищение души «через жалость и страх», помещая слушателя на место Иуды Искариота, в то время как «Exit» был своего рода «очищением кишечника от избыточной жалости и страха». Вертер отметил, что «'Exit' вызывает чувство страха, страха потерять контроль, страха, идущего изнутри — из тёмной стороны», противопоставляя его «волнам сожаления», испытанных Иудой.

## Отзывы критиков
После издания Achtung Baby многие критики хвалили «Until the End of the World». По мнению Стива Морса из The Boston Globe это была лучшая песня на этом альбоме, он описал её эпитетами «неистовый рок» и «огнедышащий бас». Обозреватель журнала Rolling Stone высоко оценил игру Эджа на гитаре, отметив, что «он всегда вдохновенно использовал такие эффекты, как эхо и реверберация» и «его неповторимый стиль» мгновенно узнаваем. Рецензент газеты The Austin Chronicle выделил вклад ударника группы — Ларри Маллен — написав, что «„Until the End of the World“ — она из трёх песен альбома, где группа звучит как никогда лучше». Сергей Степанов («Афиша Daily») назвал композицию «лучшим, что <до сих пор> можно услышать на концерте U2».
Певица Патти Смит переработала эту песню для сборника AHK-toong BAY-bi Covered. «Сумеречная версия от легендарной панк поэтессы…» — писал журналист из Q — «она акцентируется на тёмных тонах, опускаясь на дно отчаяния».

## Концертные исполнения

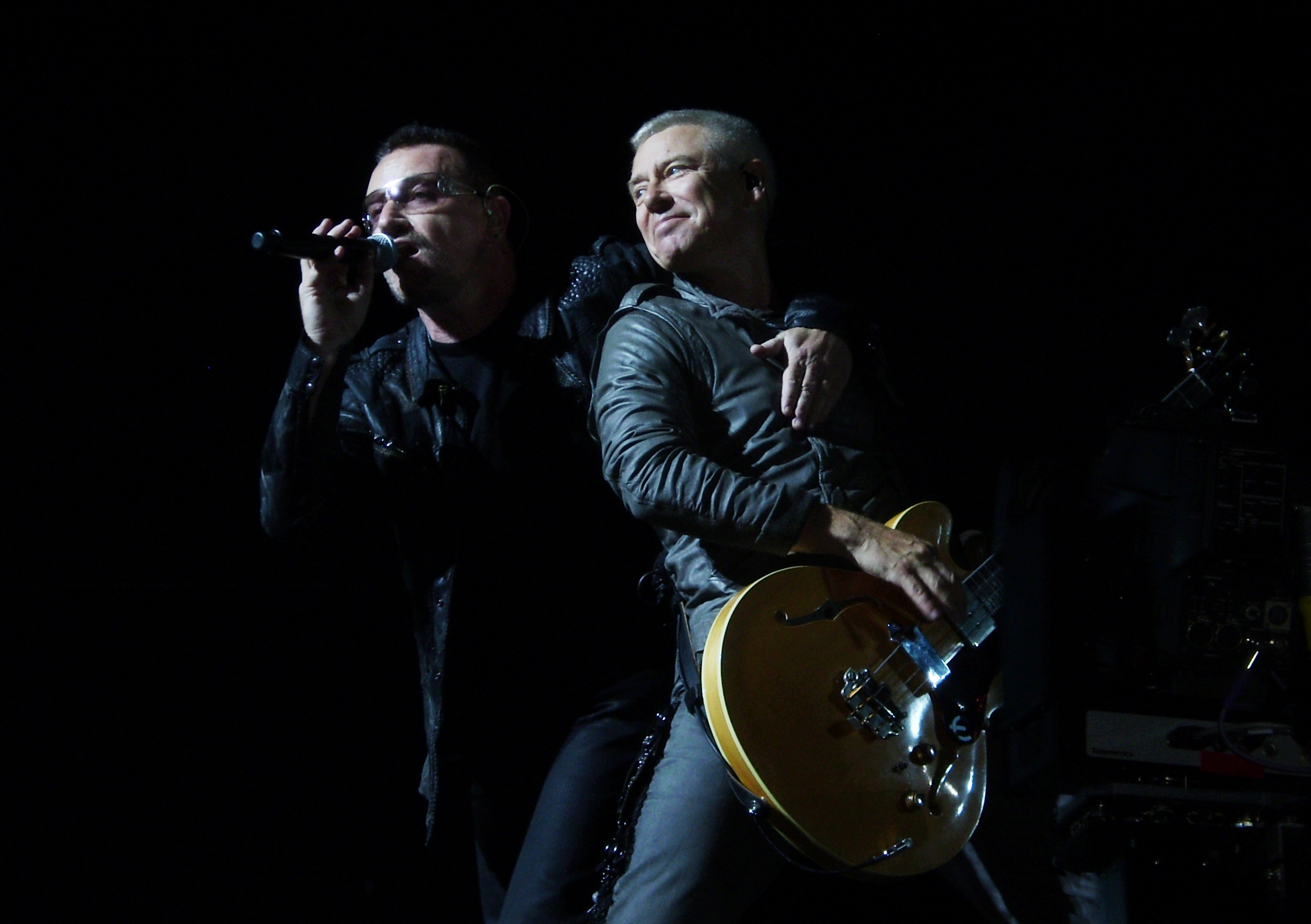
Боно и Адам Клейтон во время исполнения «Until the End of the World» на шоу в Торонто, тур U2 360°

«Until the End of the World» занимает 11-е место среди наиболее часто исполняемых песен на концертах U2. После своего дебюта она была сыграна на всех шоу турне Zoo TV Tour. Зачастую во время исполнения музыканты плавно переводили её в композицию «New Year's Day». На протяжении нескольких лет песня исполнялась на концертах время от времени, однако, начиная с турне Vertigo Tour (третий, четвёртый и пятый этап), группа стала исполнять её регулярно (перед треком «New Year’s Day»). U2 исполнили эту композицию на церемонии BRIT Awards в 2001 году (наряду с песнями «Beautiful Day», «One» и «Mysterious Ways»), где получили награду за выдающийся вклад в музыку. Также музыканты играли её на церемонии введения в Зал славы рок-н-ролла в 2005 году.
Песня фигурирует на следующий видео-альбомах группы: Zoo TV: Live from Sydney, PopMart: Live from Mexico City, Elevation: Live from Boston, U2 Go Home: Live from Slane Castle и U2 360° at the Rose Bowl. Также она была включена в сборник лучших песен группы — The Best of 1990–2000. Песня прозвучала (изменённая версия) в саундтреке к фильму «Когда наступит конец света», а также (снова в другой версии) в киноленте Энтропия. Концертное исполнение песни было показано в прямом эфире (через спутниковую связь) во время концерта посвящённого памяти Фредди Меркьюри — The Freddie Mercury Tribute Concert.
Для этой песни было создано два видеоклипа. Первый был выпущен на видео-сборнике Achtung Baby: The Videos, The Cameos, and A Whole Lot of Interference from Zoo TV. Тем не менее, он никогда не выпускался официально. Второй состоит из концертных съёмок сделанных во время двух шоу турне Zoo TV Tour, в Бронксе и Хьюстоне, это видео было выпущено на DVD The Best of 1990—2000.
Для исполнения этой песни Эдж пользовался гитарами фирмы Gibson Les Paul. Во время Zoo TV Tour он использовал гитару Les Paul Custom. В период гастролей PopMart, Elevation и Vertigo — выбирал Les Paul Standard Goldtop.

## Список композиций
Слова и музыка всех песен — U2, текст — Боно.
| №  | Название                     | Длительность |
| -- | ---------------------------- | ------------ |
| 1. | «Until the End of the World» | 4:39         |

## Хит-парады
| Чарт (1991)        | Высшая позиция |
| ------------------ | -------------- |
| Canada RPM Top 100 | 69             |

## Студийный персонал
- Продюсирование — Даниэль Лануа и Брайан Ино
- Звукоинженер — Марк «Флад» Эллис
- Звукоинженер — Робби Адамс
- Помощник звукоинженера — Шэннон Стронг
- Микширование — Флад и Даниэль Лануа
- Дополнительная перкуссия — Даниэль Лануа